# Plateau du Lassíthi
Pour les articles homonymes, voir Lassithi.

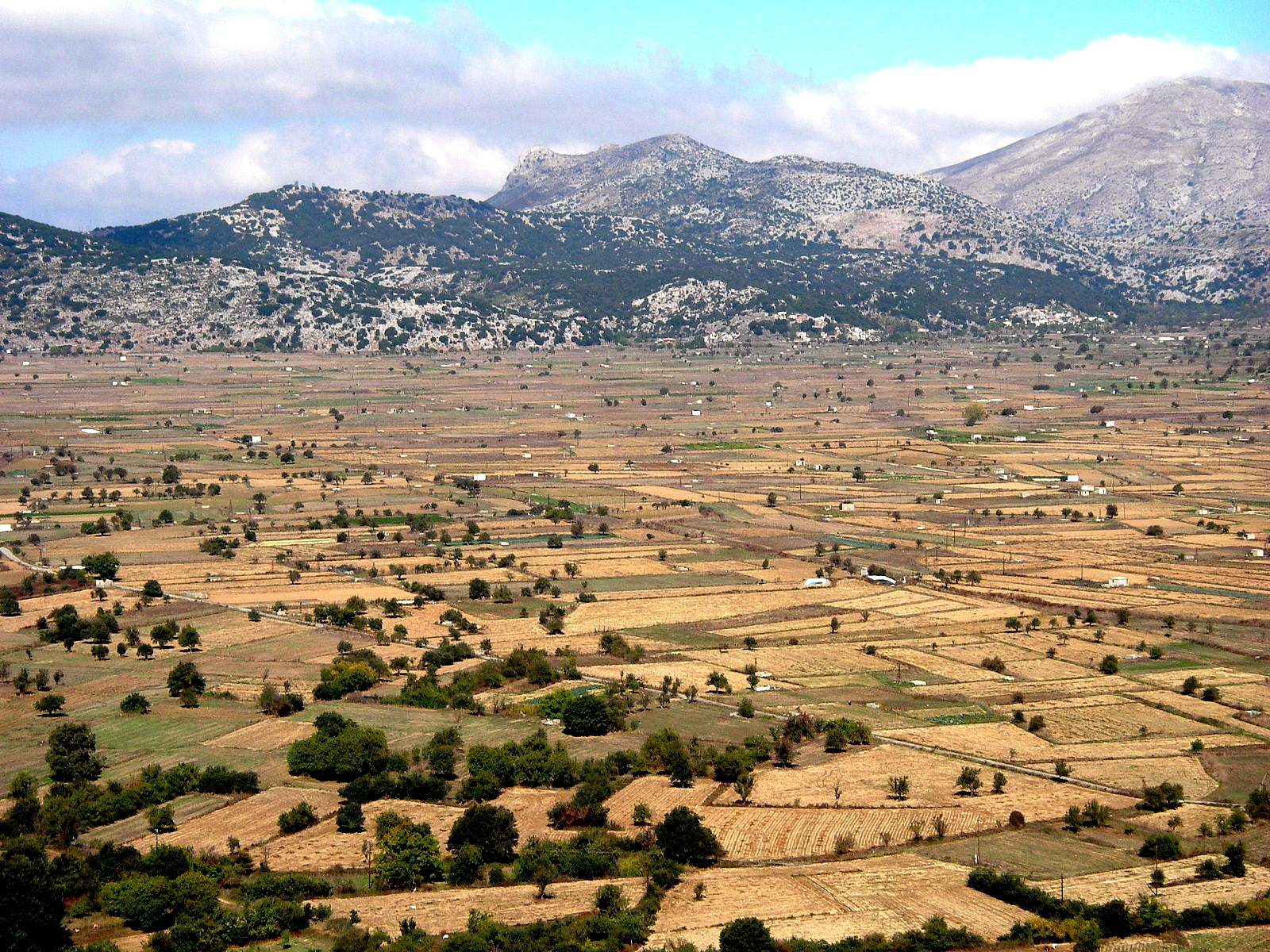
Vue du plateau de Lassíthi.

Le plateau du Lassíthi (en grec : Οροπέδιο Λασιθίου) ou Lassíthi (Λασίθι), est un large plateau de Crète orientale, d'environ 25 km², surtout connu des touristes comme « la vallée aux 10 000 moulins » (en réalité des éoliennes).
Il fait partie d'un dème (municipalité) de la périphérie de Crète auquel il a donné son nom, pour une superficie de 129,976 km2 et une population de 3 067 habitants en 2001 et 2 387 habitants en 2011.

## Géographie
Ce plateau, de 10 km de long et de 4-5 km de large, situé à environ 900 mètres d'altitude, semble se dissimuler à l'abri des montagnes. Le plateau du Lassíthi est situé au sud de Malia et est entouré des monts Séléna (1 599 mètres) et de la chaîne du Díkti.
Le plateau du Lassíthi a donné son nom au district régional qui couvre l'est de la Crète et qui a pour chef-lieu Ágios Nikólaos.
En venant d'Héraklion, la montée jusqu'au col est une promenade attrayante et les anciens moulins à vent, ex-moulins à grain, qui restent sont soit en ruines, soit aménagés en boutiques souvenirs. Le plateau du Lassíthi est une cuvette marécageuse. Le plateau est parcouru par une rivière qui a besoin d'être curée pour éviter l'inondation. En effet le plateau est en contrebas des montagnes qui l'entourent. Les éoliennes, malheureusement remplacées par des motos-pompes, servaient à pomper l'eau pour l'irrigation des cultures qui couvrent la totalité du terroir. Il y a également la présence de nombreux troupeaux de moutons.

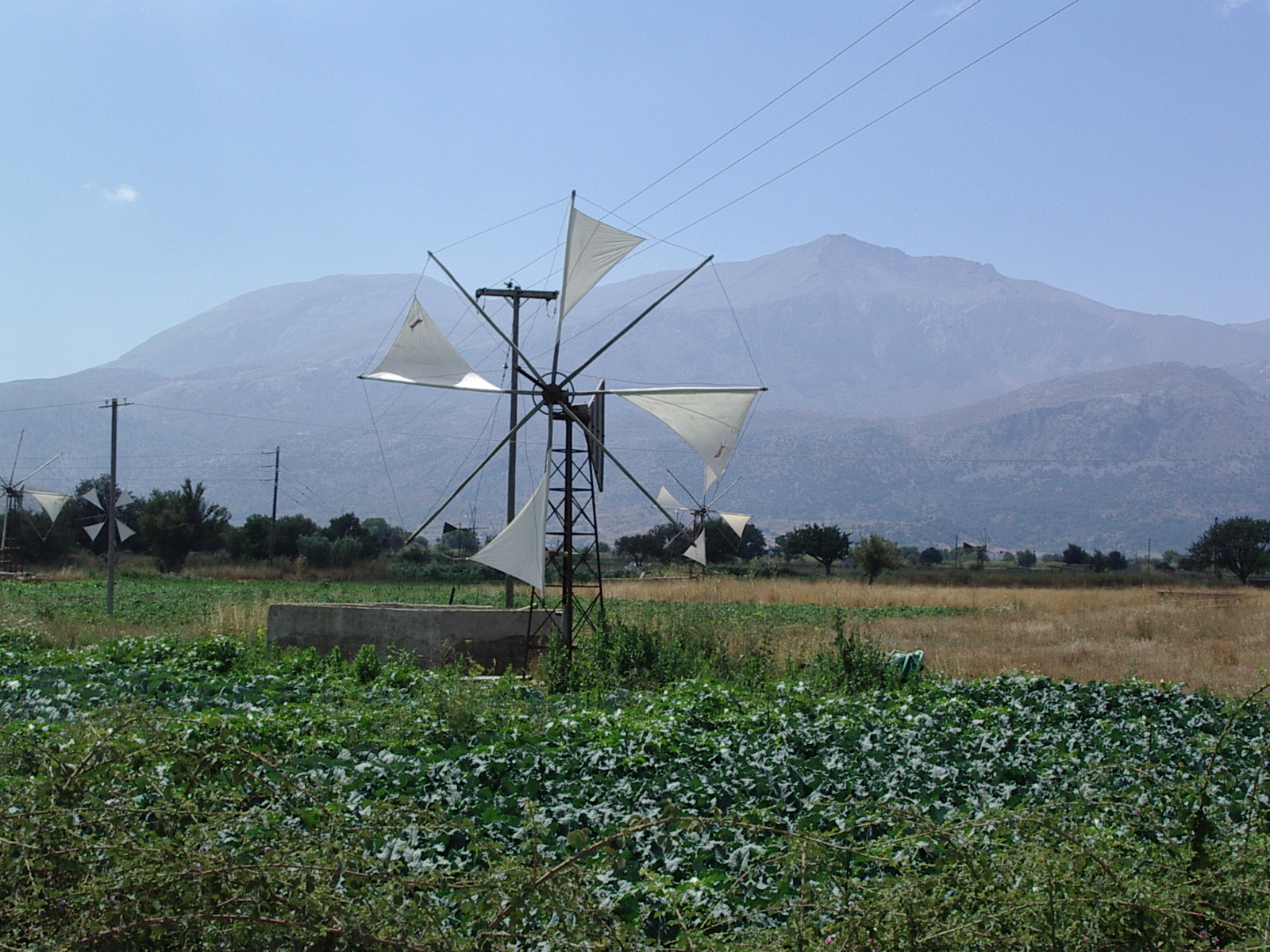
Éoliennes typiques du plateau de Lassíthi.
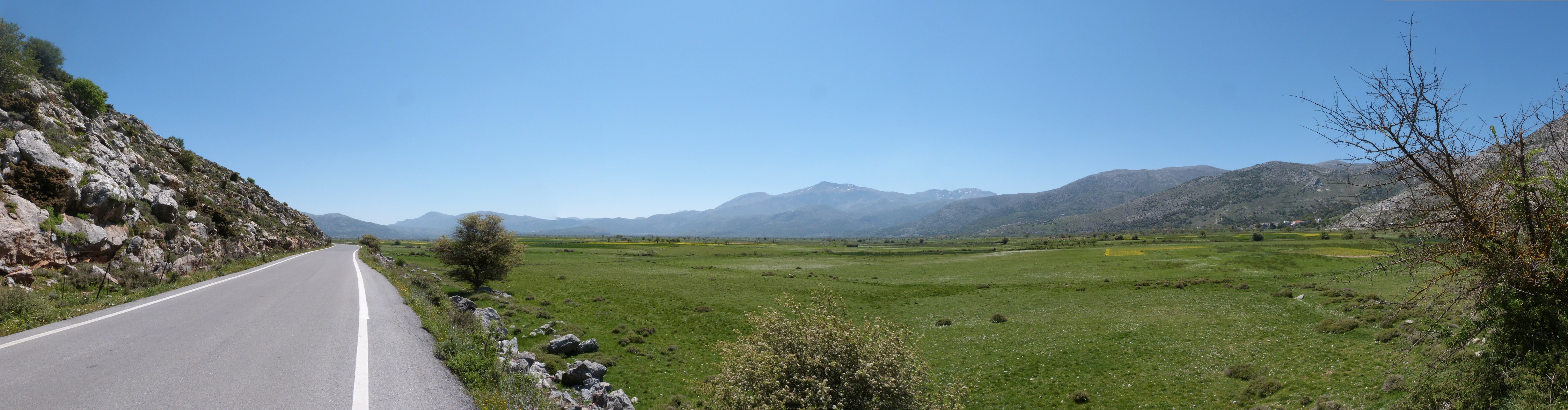
Vue panoramique du plateau depuis la route nord-ouest.
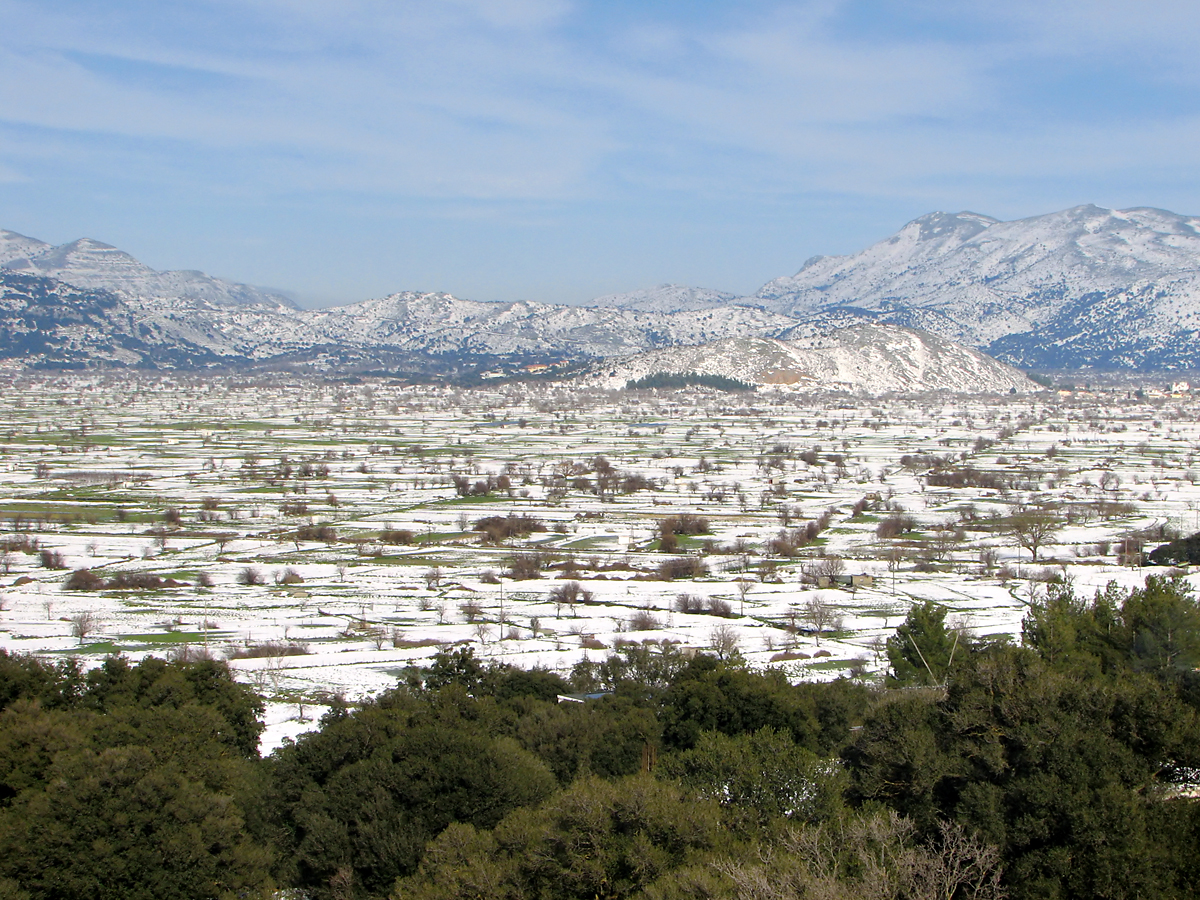
Vue du plateau de Lassíthi pendant l'hiver.

## Histoire
Le plateau a été occupé très tôt dans l'Histoire. La grotte de Díkti (grec moderne : Δικταίο Άνδρο) était un lieu sacré à l'époque minoenne et la grotte de Trapéza, près de Tzermiádo, semble avoir été occupée dès le Néolithique. On pense que, lorsque les Doriens envahirent la Crète, vers 1100 av. J.-C., des Crétois refusant de se soumettre choisirent le Lassíthi comme refuge, ainsi que le montrent des découvertes faites à Karfí, au nord du village de Lagou. Par la suite, le plateau continua à jouer son rôle protecteur, et quand les Vénitiens, nouveaux maîtres de l'île, imposèrent leur domination, ils se heurtèrent à la résistance des habitants au point de décider en 1263 de vider le plateau de sa population, déracinant les arbres et arrachant les cultures. Déserté par force, le plateau se transforma en une cuvette marécageuse (il est parcouru par une rivière qui a besoin d'être curée pour éviter l'inondation). Mais les Vénitiens regrettèrent bientôt leur décision, devant faire face à des pénuries alimentaires. La haute plaine fertile fut donc à nouveau cultivée et un système de canaux de drainage mis en place.
Pendant l'occupation turque, les habitants du plateau menèrent la vie dure aux Ottomans, mais ils furent sévèrement réprimés. Le Grand Soulèvement de 1866-1869 se termina par une défaite très lourde pour les insurgés, d'autant plus lourde que l'un des commandant des troupes ottomanes, Ismaïl Férik Pacha, était originaire du village de Psychró, sur le plateau du Lassíthi. Enlevé en 1823 ce petit chrétien était devenu un militaire de haut rang en Égypte. Il mourut peu de temps après avoir réprimé le soulèvement du Lassíthi.
Au début du XXe siècle, la mise en place de pompes actionnées par des éoliennes (devenues un élément caractéristique du paysage) a permis l'introduction de l'irrigation et une modification des pratiques agricoles.
Pendant l'occupation de la Grèce par les forces de l'Axe au cours de la Seconde Guerre mondiale, les montagnes entourant le plateau ont été utilisées comme caches par les combattants de la résistance locale.